# Armin-Paul Hampel

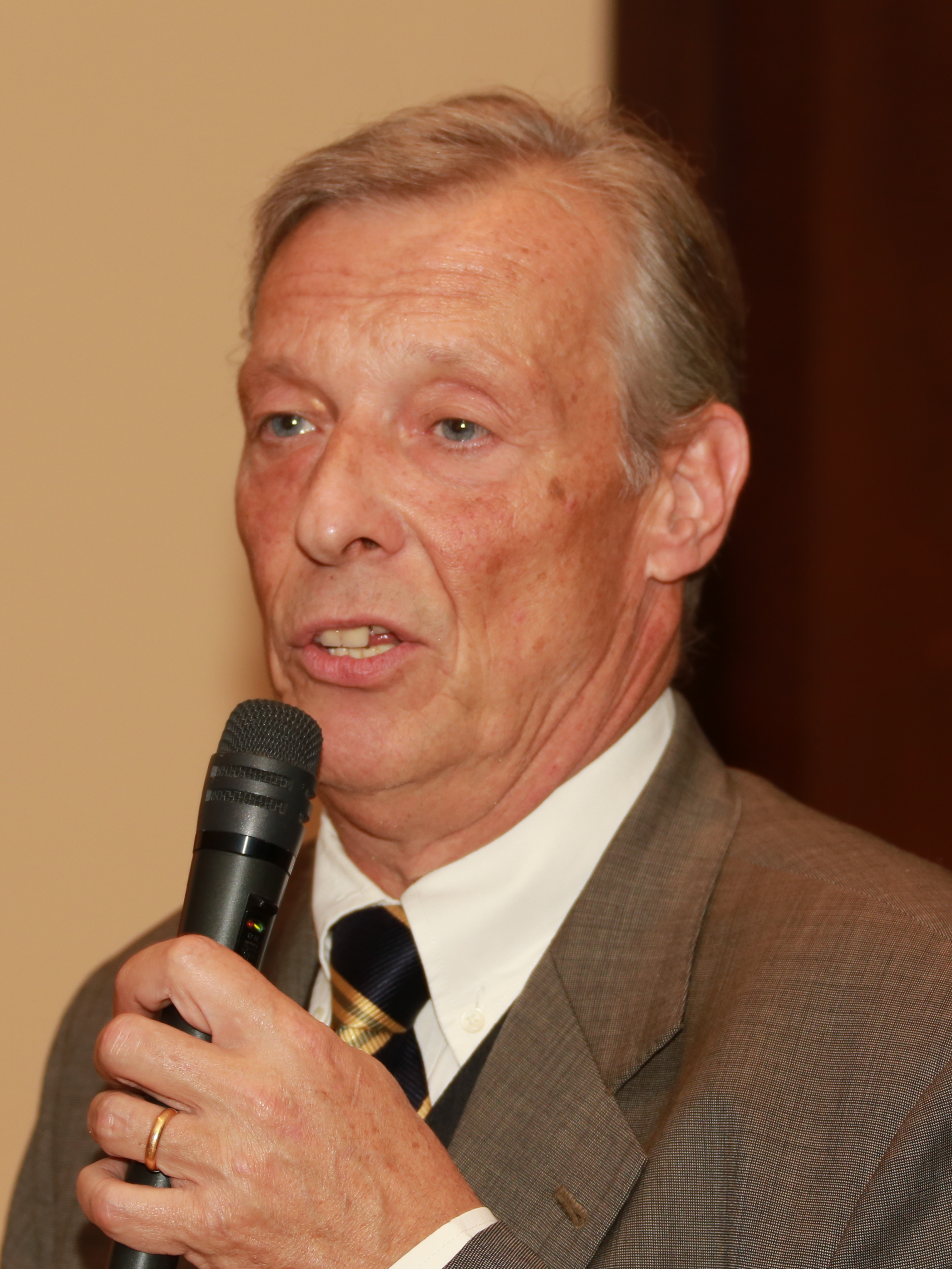
Armin-Paul Hampel (2014)

Armin-Paul Hampel (eigentlich Armin-Paulus Hampel; * 23. Juli 1957 in Bielefeld) ist ein deutscher Journalist, Filmautor und Politiker der AfD. Von 2017 bis 2021 war er Mitglied des Deutschen Bundestags, wo er in der Funktion des außenpolitischen Sprechers der AfD-Fraktion tätig war. Er war von November 2013 bis Januar 2018 Landesvorsitzender der AfD Niedersachsen.

## Leben

### Journalistischer Werdegang
Hampel begann seine journalistische Laufbahn als freier Mitarbeiter beim Bonner Generalanzeiger. Für RTL und Sat.1 war er Parlamentskorrespondent in Bonn, bevor er 1991 als Chefreporter zum neu gegründeten MDR wechselte. Ab 1999 war Hampel Parlamentskorrespondent im Gründungsteam des neuen ARD-Hauptstadtstudios in Berlin und von 2003 bis 2008 als Auslandskorrespondent Leiter des Südasien-Studios der ARD in Neu-Delhi. Seitdem ist er freier Produzent und Medienberater. 2013 kehrte er nach Deutschland zurück. Seine Reportage aus Afghanistan für den Westdeutschen Rundfunk erhielt 1998 wegen der nach Ansicht der Teilnehmerinnen des jährlichen Medienfrauentreffens mangelnden Thematisierung von Frauen den von ihnen vergebenen Negativpreis (nach seinem ARD-Kollegen Fritz Pleitgen 1995 und vor Sabine Christiansen 1999) Saure Gurke. Seine ARD-Reportage Indische Höllenfahrt über den Verkehrswahnsinn auf der GrandTrunk Road (Delhi-Kalkutta) wurde 2006 vom Spiegel gelobt: „Ohne überheblichen Unterton, ohne soziale Anklage, ohne dramatisches Getue, … was kann eine Dokumentation mehr leisten?“.
Hampel wurde zweimal für den Tagesthemen-Award der ARD nominiert. 

### Politik

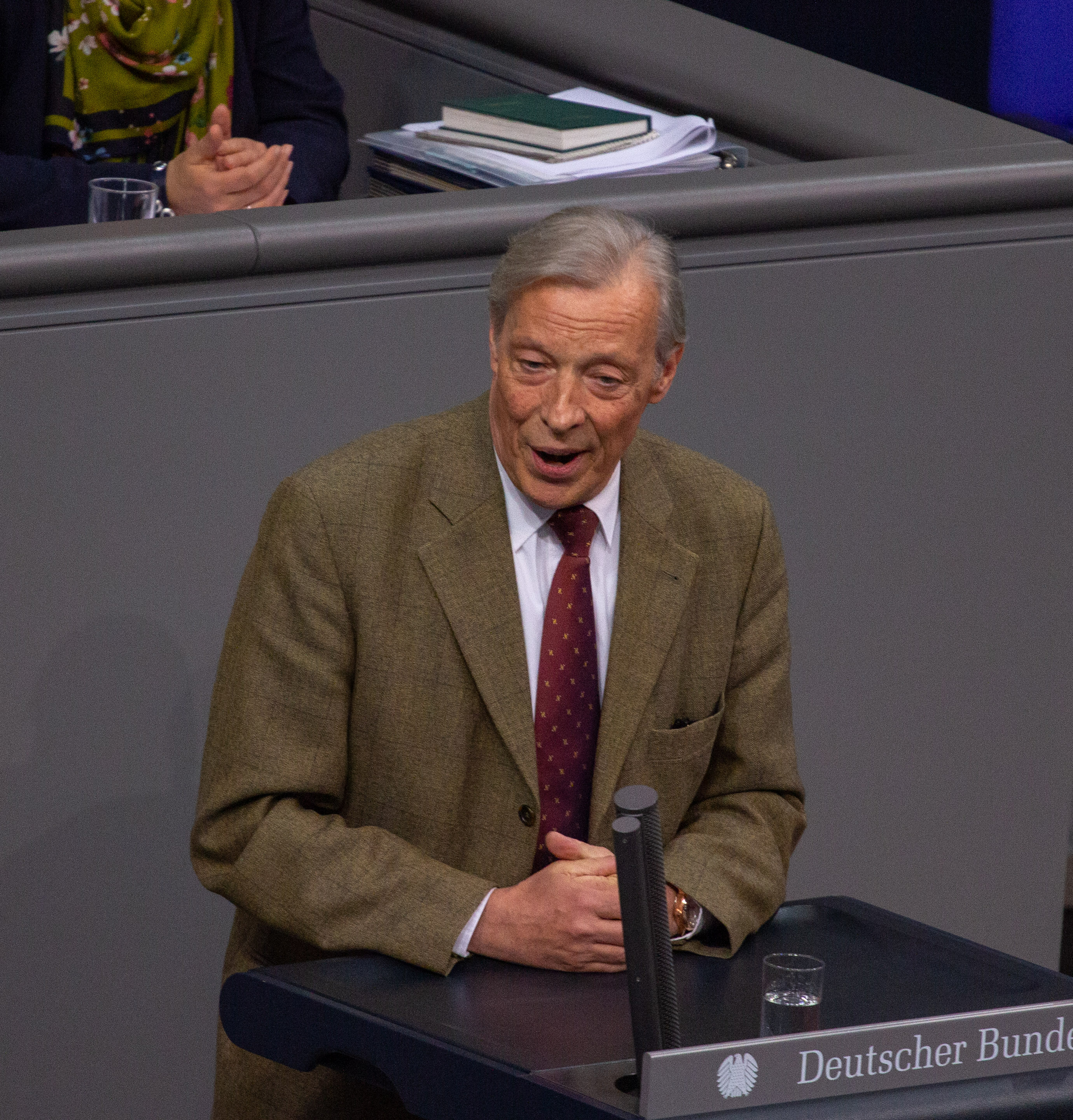
Armin-Paul Hampel, 2019 im Bundestag

Hampel war im Alter von 16 Jahren nach eigener Aussage einige Wochen lang Mitglied der Jungen Union. 2013 wurde er Mitglied der neu gegründeten Partei AfD. Am 23. November 2013 wurde er Landesvorsitzender der AfD Niedersachsen; er wurde 2015 und 2017 wiedergewählt. Bei der Europawahl 2014 kandidierte er für die AfD auf Listenplatz 9. Auf dem Parteitag vom Juli 2015, bei dem er 59,1 Prozent der Stimmen bekam, wurde er als Beisitzer in den AfD-Bundesvorstand gewählt, für den er bei dem Parteitag vom Dezember 2017 nicht wieder antrat. Bei der Aufstellungsversammlung für die Bundestagswahl 2017 wählten ihn die anwesenden niedersächsischen AfD-Mitglieder mit knapp 90 % zum Spitzenkandidaten. Über die Landesliste wurde er in den Bundestag gewählt.
Im 19. Deutschen Bundestag war Hampel der außenpolitische Sprecher der AfD-Fraktion im Deutschen Bundestag, als solcher Mitglied im Auswärtigen Ausschuss, sowie Vorsitzender des AfD-Arbeitskreises Außenpolitik und stellvertretendes Mitglied im Ausschuss für Bildung, Forschung und Technikfolgenabschätzung.
Er war Stellvertretender Vorsitzender der Asean-Parlamentariergruppe, Mitglied in der Deutsch-Russischen Parlamentariergruppe, sowie der Deutsch-Amerikanischen Parlamentariergruppe. Seit 2019 war Armin-Paul Hampel Mitglied der Deutsch-Französischen Parlamentarischen Versammlung.
In der AfD ist er ordentlicher Delegierter des Landes Niedersachsen für den AfD-Bundeskonvent.
Hampel ist für eine radikale Reform der Steuer- und Sozialpolitik eingetreten und hat unter anderem 2015 den Vorschlag geäußert, in Syrien und dem Irak Schutzzonen für Flüchtlinge einzurichten, die durch ein robustes Mandat der Vereinten Nationen auch von NATO-Truppen gesichert werden sollten. Er forderte zudem die Entsendung von Marineschiffen vor die nordafrikanische Küste, um Flüchtlingsboote abzufangen oder zur Rückkehr an die afrikanische Küste zu zwingen. Ergänzend dazu, so Hampel, solle Deutschland eine Wehrpflicht für alle irakischen und syrischen Männer im Alter zwischen 18 und 45 Jahren einführen und diese zwangsweise in den Kampf gegen den „Islamischen Staat“ schicken. Er nannte seinen Vorschlag „ungewöhnlich“, aber durchaus „überlegenswert“.
Ende Dezember 2015 sagte Hampel über Brandanschläge auf Flüchtlingsheime, er wolle das „auf keinen Fall herunterspielen“, aber es sei „doch klar, dass ein Gutteil dieser angeblichen Brandanschläge von den Flüchtlingen selbst kommt, meist aus Unkenntnis der Technik. Mal ehrlich, viele von ihnen dürften es gewohnt sein, in ihren Heimatländern daheim Feuer zu machen“.
Hampel äußerte sich im April 2016 sehr kritisch zu etablierten Medien; er sprach ihnen Kritikfähigkeit ab und warf ihnen Parteilichkeit sowie zu große Minderheitenfreundlichkeit vor.
Nach Angaben von Focus Online gehörte Hampel 2017 der Goslarer Runde an, einem rechten Parteinetzwerk innerhalb der AfD, das nach der Bundestagswahl 2017 mit Björn Höcke abgesprochen haben soll, dass dieser Frauke Petry als AfD-Bundessprecher nachfolgen solle.
Hampel hielt 2016 einen Vortrag beim rechtsextremen, vom Verfassungsschutz beobachteten Arbeitskreis für deutsche Politik. Hampel gab an, er habe nach der Einladung bei einer Suche im Internet nichts über den Verein in Erfahrung bringen können. Auch in der Fragerunde nach seinem Vortrag habe nichts auf eine rechtsextreme Gesinnung seiner Zuhörer hingewiesen, behauptete Hampel.
Der Journalist und Buchautor Andreas Speit äußerte im April 2017, Hampel gehöre zur „weit rechten Klientel der AfD“.
Hampel war von November 2013 bis Januar 2018 Landesvorsitzender der AfD Niedersachsen. Am 19. Januar 2018 wurde der in sich zerstrittene Landesvorstand durch den Bundesvorstand und nach einem Urteil des AfD-Bundesschiedsgerichtes in Gänze seines Amtes enthoben.
Er trat auf der Aufstellungsversammlung der AfD Niedersachsen im Dezember 2020 erneut als Spitzenkandidat für die Bundestagswahl 2021 an, konnte sich aber nicht gegen den ehemaligen General Joachim Wundrak durchsetzen, welcher mit 283 zu 229 Stimmen als Spitzenkandidat in den Wahlkampf ging und damit die aussichtsreichste Chance auf einen Platz im Bundestag erhielt. Hampel trat später für den Listenplatz 6 noch einmal an, unterlag aber gegen Dirk Brandes nach einer Stichwahl mit 177 zu 151 Stimmen.

### Ermittlungsverfahren
Hampel wurden finanzielle Ungereimtheiten innerhalb seines Landesverbandes vorgeworfen. Der damalige Landesschatzmeister Bodo Suhren behauptete, es hätten Belege zu von Hampel getätigten Ausgaben für Kamera-Equipment gefehlt. Zur Bundestagswahl 2013 und zur Europawahl 2014 hatte Hampel im Auftrag der AfD Niedersachsen zwei Videoporträts über den damaligen Parteichef Bernd Lucke angefertigt. Hampel wurde vorgeworfen, für diese Tätigkeit doppelt Geld verlangt und erhalten zu haben. Im Frühjahr 2017 stellte ein ehemaliges AfD-Mitglied bei der Staatsanwaltschaft Lüneburg deshalb Strafanzeige gegen Hampel wegen des Verdachts auf Untreue und Steuerhinterziehung. Sämtliche Vorwürfe gegen Hampel wurden nach einem Ermittlungsverfahren (siehe unten) der Lüneburger Staatsanwaltschaft fallen gelassen. Dem zum Selbstkostenpreis hergestellten Videoporträt über Bernd Lucke folgte eine veränderte Schnitt- und Drehversion zur Europawahl, die Hampel umsonst produzierte.
Im September 2017 zeigte Bodo Suhren, AfD-Bundesvorstandsmitglied und stellvertretender AfD-Bundesschatzmeister, Hampel wegen Beleidigung, übler Nachrede und Verleumdung an. Hampel hatte Suhren am 19. August 2017 vorgeworfen, eine Finanzkonstruktion geschaffen zu haben, die den niedersächsischen AfD-Landesverband nicht lebensfähig erhalten hätte, und Suhren die Absicht zugeschrieben, dem Landesverband zu schaden. Suhren bezeichnete Hampels Angaben als „freche Lügen“. Das Verfahren wurde eingestellt.
Am 9. Oktober 2017 wurden Hampels Haus und eine Geschäftsstelle der AfD Niedersachsen von der Staatsanwaltschaft Lüneburg wegen des oben angeführten Verdachts auf Betrug zum Schaden seiner Partei durchsucht. Die Ermittlungen wurden wenige Tage später eingestellt, „da die Durchsuchung zum Auffinden entlastenden Beweismaterials geführt hatte“, hieß es in einer Erklärung der Staatsanwaltschaft. Sie führte weiter aus: „Soweit zunächst ein Anfangsverdacht gegen Armin Paulus Hampel bestand, hat sich dieser durch die unter allen rechtlichen Gesichtspunkten geführten und schnellstmöglich abgeschlossenen Ermittlungen nicht bestätigt“. Hampel wertete dieses Ergebnis als einen Freispruch erster Klasse, der alle Vorwürfe eindrucksvoll widerlegt habe, die Hausdurchsuchung selbst sah er dennoch als politische Kampagne. Er mutmaßte, die damalige Justizministerin Niedersachsens Antje Niewisch-Lennartz (Die Grünen) und/oder der niedersächsische Innenminister Boris Pistorius (SPD) hätten versucht, durch „Missbrauch der Justiz“ missliebige Parteikonkurrenz auszuschalten. Die Staatsanwaltschaft habe die Möglichkeit gehabt, ihn stattdessen zu einem Gespräch vorzuladen und ihm so zu ermöglichen, die benötigten Unterlagen vorzulegen. Die zeitliche Übereinstimmung zwischen der Hausdurchsuchung und der wenige Tage später stattfindenden Landtagswahl am 15. Oktober 2017 hielt er für auffällig.
Im April 2018 gab es bei einem Parteitag der AfD Niedersachsen eine Kampfabstimmung zwischen Hampel und Dana Guth. Hampel erhielt 205 der abgegebenen 521 Stimmen (39,3 %) und Guth 280 Stimmen. Hampel kandidierte nach dieser Niederlage nicht für den Posten des Vize-Vorsitzenden.

### Familie und Sonstiges
Hampels Eltern waren Heimatvertriebene. Die Mutter stammte aus Königsberg, der Vater aus Breslau (aufgewachsen in Bonn und Detmold). In der Schule wurde er von Lehrern nach eigenen Angaben als „Rucksackdeutscher“ bezeichnet. Er ist Vater von vier Kindern.

## Dokumentarfilme (Auswahl)
- Typen, Tender und Torpedos, SDR (1987)
- Auftrag Bosnien, MDR (1994)
- Gandhis Enkel – 50 Jahre Unabhängigkeit in Indien, ARD (1997)
- Die Scheckbuch-Maharadschas: Von Südasiens Neu(en)-Reichen, ARD (1997)
- Wo die Spice Girls Pfeffer kriegen, ARD (1997)
- Die Rückkehr der Saris, ARD (1998)
- Gesichter Asiens – Der geliebte Feind (2004)
- Die indische Höllenfahrt, WDR (2005)
- Wenn die Goetter reden könnten Geheimnisvolle Riten im Himalaja, ARD (29. April 2006)
- Schätze, Schiffe, Maharadschas, ARD (2006)
- Drogen, Terror, Taliban – verlorene Siege am Hindukusch, ARD (2007)
- Zuban Hindi – Hindi als Lingua Franca im Subkontinent, Goethe-Institut (2010)